# Amphoe Tha Chang (Sing Buri)
Amphoe Tha Chang (Thai: อำเภอ ท่าช้าง, wörtlich: Elefanten-Pier) ist ein Landkreis (Amphoe – Verwaltungs-Distrikt) im südlichen Teil der Provinz Sing Buri. Die Provinz Sing Buri liegt in der Zentralregion von Thailand.

## Geographie
Der Maenam Noi (Noi-Fluss) ist die Haupt-Wasserressource des Landkreises. Er ist ein fruchtbarer Fluss mit weiten, sandigen Ufern. Er wurde in der Vergangenheit dazu benutzt, die königlichen Elefanten zu baden.
Benachbarte Distrikte (von Westen im Uhrzeigersinn):  Amphoe Khai Bang Rachan, Amphoe Mueang Sing Buri und Amphoe Phrom Buri der Provinz Sing Buri sowie die Amphoe Chaiyo und Pho Thong der Provinz Ang Thong.

## Geschichte
Der Landkreis Tha Chang wurde 1960 zunächst als „Zweigkreis“ (King Amphoe) eingerichtet, indem drei Tambon des Amphoe Phrom Buri abgetrennt wurden. 
1963 bekam Tha Chang den vollen Amphoe-Status.

## Verwaltung

### Provinzverwaltung
Der Landkreis Tha Chang ist in vier Tambon („Unterbezirke“ oder „Gemeinden“) eingeteilt, die sich weiter in 23 Muban („Dörfer“) unterteilen.
| Nr. | Name         | Thai     | Muban | Einw. |
| --- | ------------ | -------- | ----- | ----- |
| 01. | Thon Samo    | ถอนสมอ   | 08    | 6.170 |
| 02. | Pho Prachak  | โพประจักษ์ | 05    | 3.554 |
| 03. | Wihan Khao   | วิหารขาว  | 05    | 1.956 |
| 04. | Phikun Thong | พิกุลทอง   | 05    | 3.088 |

### Lokalverwaltung
Es gibt eine Kommune mit „Kleinstadt“-Status (Thesaban Tambon) im Landkreis:
- Thon Samo (Thai: เทศบาลตำบลถอนสมอ) bestehend aus den kompletten Tambon Thon Samo, Phikun Thong.

Außerdem gibt es zwei „Tambon-Verwaltungsorganisationen“ (องค์การบริหารส่วนตำบล – Tambon Administrative Organizations, TAO)
- Pho Prachak (Thai: องค์การบริหารส่วนตำบลโพประจักษ์) bestehend aus dem kompletten Tambon Pho Prachak.
- Wihan Khao (Thai: องค์การบริหารส่วนตำบลวิหารขาว) bestehend aus dem kompletten Tambon Wihan Khao.